# 北九州市立永犬丸西小学校
北九州市立永犬丸西小学校（きたきゅうしゅうしりつ えいのまるにししょうがっこう）は、福岡県北九州市八幡西区にある公立小学校。通称「永西小」（えいにししょう）。

## 概要
八幡西区の西部高台の住宅地にある公立小学校である。かつては1200名以上の児童を抱えるマンモス校であったが、八枝小学校の分離開校、少子化を経て、2022年度では350名程度の規模となっている。

## 沿革
- 1972年（昭和47年）4月 - 開校。
- 1975年（昭和50年） - 全国学校音楽コンクール福岡県大会優良賞受賞。
- 1979年（昭和54年） - 北九州市立八枝小学校の開校に伴い、校区を縮小。
- 1983年（昭和58年） - PTA新聞県知事賞受賞。優良PTA文部大臣賞受賞。RKB合唱コンクール金賞受賞。
- 1985年（昭和60年） - ソニー理科教育優良賞受賞。
- 2011年（平成23年） - 教育研究論文 団体国語科 奨励賞受賞。
- 2012年（平成24年） - 教育研究論文 団体国語科 銅賞受賞。
- 2013年（平成25年） - 教育研究論文 団体国語科 銀賞受賞。
- 2014年（平成26年） - 新校舎竣工。教育研究論文 団体国語科 銀賞受賞。
- 2015年（平成27年） - 教育研究論文 団体(国語科) 銀賞受賞。
- 2016年（平成28年） - 教育研究論文 団体(国語科) 金賞受賞。
- 2018年（平成30年） - 福岡県小学校児童画展 学校賞受賞。

## クラブ活動
- ソフトボール
- バレーボール

## 交通アクセス
- 筑豊電気鉄道三ヶ森電停下車、徒歩15分
- 折尾駅などから西鉄バス74番で「永犬丸西小学校入口」バス停下車、徒歩3分

## 周辺
- 北九州市立永犬丸中学校
- 八幡みなみ幼稚園